# Тофан Микола
Микола То́фан (9 грудня 1892, с. Русів, нині Снятинський район — 18 грудня 1974, м. Мюнхен) — український галицький педагог, військовик. Директор Чортківської і Тернопільської української коедукаційної гімназій товариства «Рідна Школа».

## Життєпис
Народився 9 грудня 1892 року в с. Русів (Королівство Галичини та Володимирії, Австро-Угорщина, нині Снятинський район, Івано-Франківська область, Україна).
У 1910—1914 роках навчався у Чернівецькому університеті. Брав участь у першій світовій війні, отримав ранг поручника. Після проголошення ЗУНР та створення УГА вступив до лав українського війська, воював у 1918—1920 роках. У 1924 році закінчив Віденський університет. У 1924—1936 роках працював учителем математики Гімназії українського педагогічного товариства «Рідна школа» в м. Станиславів. У 1936 році став директором Чортківської гімназії товариства «Рідна Школа», був організатором будівництва нового корпусу закладу. У 1938—1939, 1941—1944 роках — директор Тернопільської української коедукаційної гімназії товариства «Рідна Школа». У 1939—1941 роках викладав фізику в Тернопільській педагогічній школі, потім — Тернопільському інституті вдосконалення учителів, працював інспектором обласного відділу народної освіти.
1944 року виїхав до Австрії, у 1945 році переїхав до Німеччини, де з 1957 року в м. Мюнхен був постійним членом делегації УНДО в Уряді Української Народної Республіки в екзилі.
Був автором статей.
Помер 18 грудня 1974 року в м. Мюнхен (Федеративна Республіка Німеччина).
За спогадами гімназистів Чорткова, був суворою, похмурою людиною. яку мало хто з учнів любив (можливо, й учителів).